# La Scapigliata
La Scapigliata (italijansko za Dama z razmršenimi lasmi) je nedokončana slika, ki jo na splošno pripisujejo italijanskemu visokorenesančnemu umetniku Leonardu da Vinciju in je datirana ok. 1506–1508. Naslikana z oljno barvo, umbro in belim svinčenim pigmentom na majhni tulipanovčevi leseni tabli, njeno pripisovanje ostaja sporno, saj več strokovnjakov pripisuje delo Leonardovemu učencu. Slika je bila občudovana zaradi svoje očarljive lepote, skrivnostnega obnašanja in mojstrstva sfumata.
O temi, datumu, zgodovini ali namenu slike ni pravega soglasja. Prikazuje neznano žensko, ki gleda navzdol, medtem ko njeni lasje zapolnjujejo okvir za njo. O tej temi je bilo predlaganih veliko teorij: da gre za skico za nedokončano sliko svete Ane; študija za londonsko različico Madone v votlini ali izgubljeno Leonardovo sliko Leda in labod; ali slika, ki je namerno nedokončana zaradi svoje estetske vrednosti.
Slika je bila zabeležena pri prodaji zbirke Gaetana Callanija leta 1826 Gallerii Nazionale di Parma, muzeju, v katerem je trenutno shranjena, vendar dokaz o njenem obstoju morda sega v leto 1531, ko je bila morda v lasti Isabelle d' Este. Čeprav številne študije o Leonardovem opusu ne govorijo o tem vprašanju, večina učenjakov, ki razpravljajo o sliki, meni, da je avtografsko delo Leonarda da Vincija in je bila kot taka navedena na različnih večjih Leonardovih razstavah.

## Ime
Slika nima uradnega imena, vendar je najbolj znana po vzdevku La Scapigliata (italijansko za 'Dama z razmršenimi lasmi') glede na razmršene in vihrave lase osebe. Znana je bila pod različnimi drugimi imeni v kombinaciji z La Scapigliata, vključno: glava ženske, glavo mlade ženske, glava mladega dekleta, glava in ramena ženske, Portret deklice in ženska glava.

## Opis
Pravi namen nastanka dela ni znan, različno pa so ga imenovali skica, risba ali slika. Zaradi uporabe barve je pravilno opisana kot slika, vendar znanstveniki še naprej razpravljajo o njenih lastnostih, podobnih skicam in risbam, in jo pogosto povezujejo z Leonardovimi zgodnjimi deli, kot sta Poklon Svetih treh kraljev in Sveti Hieronim v divjini, pa tudi kasnejših, kot je Devica z otrokom, sv. Ano in sv. Janezom Krstnikom. Umetnostna zgodovinarka Carmen Bambach predlaga, da bi jo opisali kot »risbo s čopičem« ali kot »naslikano skico«.
Slika je narejena na majhni 24,6 cm × 21,0 cm tulipanovčevi leseni plošči z oljem, umbro in svinčenimi belimi pigmenti. Upodablja nedokončan obris mlade ženske, katere obraz nežno gleda navzdol, medtem ko njeni ohlapno narisani, razmršeni lasje valovijo v zraku za njo. Ženske oči so napol zaprte in popolnoma ignorirajo zunanji svet in gledalca, medtem ko so njena usta rahlo oblikovana v dvoumen nasmeh, ki spominja na Mona Liso. Razen njenega obraza, ki zavzema večino slike, je preostali del slike komajda skiciran, s temeljnim, a nepobarvanim ozadjem. Razlike v obrazu in preostalem delu slike so učinkovito prepletene z mojstrstvom sfumata. Umetnostni zgodovinar Alexander Nagel ugotavlja, da sfumato povzroči, da sence prikrijejo vse poteze ali znamenja, in poudarja, kako se sence zmehčajo s previdnim osvetljevanjem okoli njih, na primer na levi strani čeljusti. Privlačnost tega kontrasta med nedokončanimi in dokončanimi deli je sprožila ugibanja, da slika ni nepopolna, ampak je bila namerno puščena v nedokončanem stanju.
Tema slike je neznana in nobena teorija se ni izkazala za dovolj prepričljivo, da bi sodobni učenjaki dosegli soglasje o njej. Ena od teorij je, da je delo študija za Leonardovo izgubljeno sliko Lede in laboda, vendar je to diskreditirano z obstoječimi kopijami slike, ki prikazujejo Ledo z bolj dovršenimi lasmi kot ženska v La Scapigliati. Trdi se tudi, da je bila slika skica za sliko svete Ane, ki ni bila nikoli dokončana, ali študija za londonsko različico Madona v votlini. Po mnenju znanstvenikov iz Galleria Nazionale di Parma bi lahko bil predmet slike portret anonimne ženske.

## Pripisovanje
Sodobni učenjaki se na splošno strinjajo, da je La Scapigliata delo Leonarda da Vincija. Pripisovanje ni tako splošno sprejeto kot druge razpravljane Leonardove slike, kot so Ginevra de' Benci, Portret glasbenika, Dama s hermelinom in sveti Janez Krstnik, nekateri umetnostni zgodovinarji pa ga ignorirajo, mnogi pa se vzdržijo celo komentarjev o njej. Umetnostna zgodovinarja Martin Kemp in Frank Zöllner sta to delo izpustila iz svojih katalogov Leonardovih slik, medtem ko Luke Syson meni, da je to delo enega od mnogih Leonardovih učencev.
Dvomi glede atribucije slike niso novejši. Leta 1896 je Corrado Ricci, direktor Galleria Nazionale, trdil, da jo je ponaredil njegov nekdanji lastnik Gaetano Callani, zaradi česar so jo ponovno pripisali kot »Leonardova šola«. Leta 1924 je to trditev izpodbijal umetnostni zgodovinar Adolfo Venturi, ki je trdil, da je delo Leonardo, in ki je razkril dokaze, ki so poskušali povezati delo s hišo Gonzaga. Pripisovanje Leonardu je nadalje zagovarjal Carlo Pedretti, ki je sliko povezal z Isabello d'Este, znano Leonardovo pokroviteljico. Večina učenjakov je od takrat sprejela, da je delo avtografski Leonardo, vendar sodobni kritiki, kot je umetnostni zgodovinar Jacques Franck, še vedno dvomijo o njegovi pristnosti. Franck, ki je dvomil o nepravilnih proporcih in nenavadno oblikovani lobanji subjekta, je predlagal, da je slika Leonardovega učenca Giovannija Boltraffia. Navedel je podobnost med La Scapigliato in Boltraffiovim delom Glava Device z otrokom. Bernardino Luini, še en Leonardov učenec, je prav tako predlagan kot umetnik, dokazi pa temeljijo na njegovih upodobitvah ženskih obrazov.
Večje razstave v Louvru (2003), Milanu (2014–2015), New Yorku (2016), Parizu (2016), Neaplju (2018) in ponovno v Louvru (2019–2020) so vse prikazovale sliko kot avtor Leonardo.

## Datacija
Naslikano je običajno datirano ok. 1506–1508 na podlagi slogovnih podobnosti z drugimi Leonardovimi deli, in sicer z Devica z otrokom, sv. Ano in sv. Janezom Krstnikom ter londonsko Madona v votlini. Leta 2016 je Bambach sliko datiral v ok. 1500–1505, saj meni, da je Leonardo takrat naročil Agostino Vespucci.

## Zgodovina
Zapisov o naročilu za sliko ni, vendar njena intimnost nakazuje, da je bila morda za zasebnega mecena. Bambach navaja zapis florentinskega uradnika Agostina Vespuccija, ki omenja Leonarda in opisuje privlačnost in lepoto nedokončanega doprsnega kipa Venere slavnega starogrškega slikarja Apela. Verjame, da je La Scapigliata morda rezultat tega, da je Vespucci naročil Leonardu, da izvede delo v istem smislu.
Bolj splošno sprejeta teorija je, da je delo naročil znani pokrovitelj Leonarda in član družine Gonzaga iz Mantove, Isabella d'Este. Bila je ena vodilnih žensk italijanske renesanse, pomembna kulturna in politična osebnost, ki je leta 1501 prosila Leonarda za sliko Madone za svoj zasebni atelje. Isabella d'Este je sliko verjetno podarila svojemu sinu Federiku II. ob njegovi poroki z Margareto Paleolog. To dokazuje pismo tajnika mantovske družine Gonzaga Ippolita Calandre iz leta 1531, ki predlaga, da se slika (z zelo podobnimi potezami kot La Scapigliata) obesi v spalnici Federika II. in Margarete Paleolog. Inventar družinske umetniške zbirke Gonzaga v vojvodski palači iz leta 1531 beleži tudi sliko, ki bi lahko bila La Scapigliata. Drug inventar iz leta 1627 se verjetno nanaša na La Scapigliata in je verjetno izvor vzdevka za sliko, saj jo zapis opisuje takole: »Slika prikazuje glavo razmršene ženske ... Leonarda da Vincija.« Ta zapis nakazuje, da ni bila prodana med veliko prodajo slik iz zbirke Gonzaga Karlu I. v letih 1626–1627. Možno je, da je bila slika ukradena iz zbirke Gonzaga julija 1630, ko je pod plačilom Ferdinanda II. cesarska vojska 36.000 plačancev Landsknechta oplenila Mantovo.
Naslednji (in prvi gotov) zapis o sliki je leta 1826, ko je Francesco Callani zbirko svojega očeta, parmskega umetnika Gaetana Callanija, ponudil v prodajo galeriji Accademia di Belle Arti di Parma. Na seznamu del v zbirki za direktorja galerije, Paola Toschija, je La Scapigliata navedena kot Glava Madone, naslikana v chiaroscuro. Prodaja nakazuje, da je na neki točki prišla v zbirko Gaetana Callanija, verjetno med njegovim bivanjem v Milanu v letih 1773–1778, vendar razen tega, da je bila v Milanu, ni nobenih informacij o tem, kje je bila slika pred tem zapisom. Prodaja je potekala leta 1839, vendar je slika, identificirana kot La Scapigliata, vstopila v galerijo Palatinske galerije v Parmi (zdaj Galleria Nazionale di Parma), kjer je bila navedena kot Glava Leonarda da Vincija, Toschi pa jo je opisal kot »zelo redko delo, ki ga je danes mogoče najti.« Od takrat je shranjen v Narodni galeriji v Parmi.